# Böcsület farm
A Böcsület farm (Tegridy Farms) a South Park című rajzfilmsorozat 291. része (a 22. évad 4. epizódja). Elsőként 2018. október 17-én sugározták az Amerika Egyesült Államokban a Comedy Centralon, míg hazánkban ugyancsak a Comedy Central mutatta be 2018. november 20-án.
Ez az epizód parodizálja az elektromos cigarettázást, a gyermekek általi fokozott használatát, és a marihuána legalizálását Coloradóban.

## Cselekmény
|  | Alább a cselekmény részletei következnek! |

Randyt és Sharont behívatja Mr. Mackey, mert a lányuk, Shelly illetlen képet küldött a játszótéri felügyelőnek, azért, hogy tudjon e-cigizni a szünetek alatt. Randy az iskolai lövöldözések és az előző három epizódban történtek hatására meggyőzi Sharont, hogy adják el otthonukat és költözzenek ki egy kannabiszfarmra, amit Randy úgy hív, hogy "Böcsület Farm", ahol a kender különböző fajtáit termeszti. Randy találkozik egy mezőgazdasági ellenőrrel (nem más, mint Törcsi), aki felhatalmazza őt, hogy adjon el neki marihuánát, majd személyesen mintát vesz a különböző marihuánatörzsekből. Később Randy-t egy megbízott látogatja meg a legnagyobb e-cigi cégtől (Big Vape Colorado), akik Randy termékeit szeretnék forgalmazni, de Randy mérgesen visszautasítja az ajánlatot, mert nem akar társulni senkivel se.
Kyle rajtakapja öccsét, Ike-ot és óvodás osztálytársait, hogy e-cigiznek és a nikotin különböző gyümölcsös ízesítésének függői. Kyle, Stan és Cartman leleplezi Butters-t, aki az elektromos cigit és a hozzá való tartozékokat adja el a gyerekeknek, Cartman ezért megüti. Később a vécében Butters kérdőre vonja Cartmant a cselekedetéért: kiderült, hogy ő és Cartman partnerek ebben a vállalkozásban. Kyle kihallgatja a beszélgetésüket és megpróbálja őket jelenteni az igazgatónak, de Cartman könyörög Kyle-nak, hogy hadd folytassák az eladást, amíg ki nem fizeti az adósságait, amiket a már megvásárolt árukkal hozott össze. Kyle egyetért, azzal a feltétellel, hogy Cartmannek meg kell állítania az ovisoknak szóló marketinget is. Cartman ennek ellenére megtartja a "Kool-Aid Man" figurára emlékeztető saját kabaláját, "E-Cigi-Man"-t, akivel tovább folytatja a reklámozást. Cartman és Butters bemutatja Kyle-t a dílerüknek az E-Cigi Center mellett, akitől a készleteket vásárolta, de ezután a két gyerek elveri a dílert és egy halott prostituáltat visznek mögéjük, míg ők elveszik a cuccot és a pénzt. Kyle elmegy segítséget kérni Mr. Mackey-hez, de Butters és Cartman már ott van. Buttersék elmondják neki, hogy a hatodikosok berágtak rájuk, mivel ők is a dílertől vették az e-cigit, és hogy az az egyetlen lehetőségük, ha kirabolják az e-cigi-boltot és kifizessék az eredeti dílert, aki kiderül, hogy nem más, mint E-Cigi-Man.
Randyt felbosszantja, hogy a szomszédja eladta a farmját a Big Vape Coloradónak, és azon is, hogy fiát, Stan-t rajtakapták e-cigivel az iskolában. Randy elmegy az E-Cigi Centerbe és megtámadja az e-cigizőket. Kyle, Butters és Cartman ellopják a Big Vape termékeit. Miután Kyle tisztázta, ki áll az iskolai ügyek és a cég mögött, a megbízott megtámadja Randy-t, de Törcsi segít neki kivégezni. Randy elgőzölögteti a hatalmas tartályokból az ízesítéseket, majd rágyújt egy füves cigire és bedobja azt, amitől felrobban az épület. Később Randy a farmon ünnepel Törcsivel, Stannek pedig rá kell jönnie, hogy most már itt fognak élni.
|  | Itt a vége a cselekmény részletezésének! |